# Marcha militar

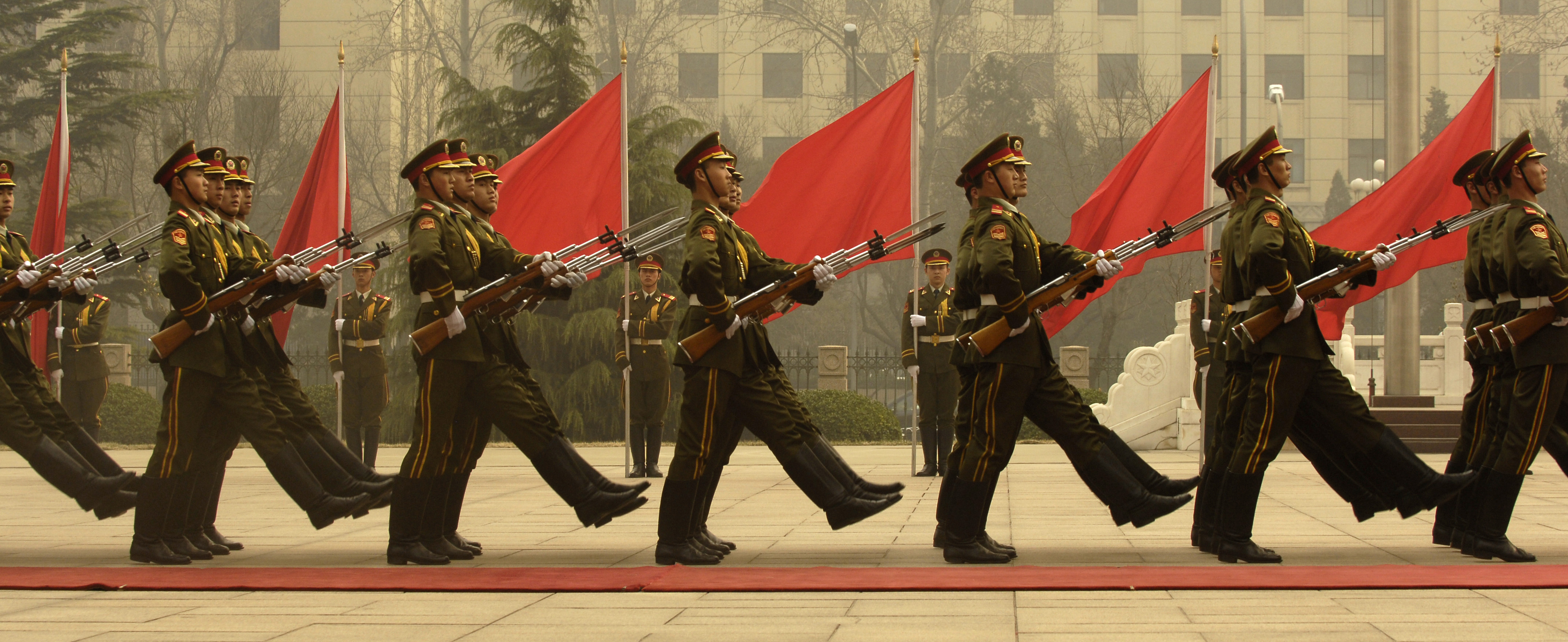
Soldados chineses do Exército de Libertação Popular executando o passo de ganso.

A marcha militar é o modo organizado, uniforme, constante e ritmado de andar, normalmente associado com tropas militares.
A marcha está frequentemente associada a desfiles militares e música de marcha.
Marchar é parte do treinamento básico nas instituições militares na maioria dos países. Em grande parte dos casos, marchar usa um sistema de ordem unida. Aprender a marchar obedecendo comandos é considerado uma forma de ensino da disciplina aos soldados.
Na Irlanda do Norte, marchar é uma parte significativa da cultura, com centenas de marchas ocorrendo todos os anos. Estas são normalmente organizadas por grupos como a Ordem de Orange, que traz a maior parte dos participantes. Música é feita pelas bandas marciais. Marchar é frequentemente visto como um símbolo de controle sobre uma área particular e também como uma atividade sectarista.

## História
O passo estável e regular da marcha foi uma característica marcante das legiões romanas. Vegécio, o autor do único estudo sobrevivente sobre a instituição militar no Império Romano, De Re Militari, reconheceu a importância da "constante prática da marcha conjunta e rápida. Nada é mais importante na marcha ou na fila do que a necessidade de manter seus postos com exatidão grandiosa. Para as tropas que marcham de maneira irregular e desordenada sempre há grande perigo de derrota. Elas devem marchar com o passo militar comum vinte milhas em cinco horas de um verão, e com o passo completo, que é mais rápido, vinte e quatro milhas no mesmo número de horas. Se passarem deste ritmo, não mais estão marchando, mas correndo, e nenhuma frequência certa pode ser fixada."
A marcha de formações militares terrestres na batalha foi uma prática comum na maioria dos países europeus por séculos e foi até trazida para o novo mundo, já presente na Guerra da Independência dos Estados Unidos. Desde então, tem desaparecido pelos avanços na tecnologia e táticas militares.

## Tipos de marcha e comandos
- Marcha rápida: Esta é uma instrução para começar a marchar na velocidade da Marcha Rápida com o pé esquerdo. O ritmo padrão é de 116 batidas por minuto com um passo de 76 cm (30 polegadas), com variações para regimentos individuais, o ritmo dado pelo comandante, e a velocidade do ritmo da banda: infantaria leve britânica e regimentos de fuzil, por exemplo, Quick March a 140 batidas por minuto, um legado de seu papel original como escaramuçadores altamente móveis. Os regimentos Highland, que marcham para a música da gaita de foles, marcham a 112 passos por minuto quando apenas com bandas de tubos, enquanto que em 120 quando com bandas militares.
- O tempo rápido do exército australiano é de 116 passos por minuto com um ritmo de 75 cm (2 ft 6 in)
- Marcha Rápida das Forças Armadas Canadenses é de 120 passos por minuto com um ritmo de 75 cm
- O Tempo Rápido dos Exercito dos Estados Unidos é de 120 passos por minuto

A forma como a marcha é realizada é baseada na nacionalidade do regimento. As nações do Bloco Ocidental normalmente levantam seu braço oposto para cima até o bolso do peito, mantêm-se retas e usadas de forma semelhante a um pêndulo guiado. As nações do Bloco Oriental e várias nações latino-americanas, asiáticas e africanas usaram frequentemente o passo de ganso, com pernas retas durante toda a marcha. Ambas funcionam para manter o ritmo individual, a uniformidade do ritmo unitário e realmente ajudam os soldados a marchar em seu ritmo relativamente elevado. O comando dos Estados Unidos é "For-ward, MARCH" ou "quicktime, MARCH" ao retomar o ritmo rápido a partir de outro ritmo ou a partir de uma rotina. O movimento do braço é mantido em 9 polegadas para a frente e 6 polegadas para trás (6 polegadas e 3 polegadas, respectivamente, na Marinha dos EUA, Guarda Costeira, Corpo de Fuzileiros Navais e Força Aérea) enquanto marcham, enquanto o intervalo entre as fileiras e os arquivos é de 40 polegadas. A versão de infantaria leve da marcha também é utilizada pela Legião Espanhola durante os desfiles, bem como pelos Chasseurs do Exército Francês.
- Marcha lenta: Este é um ritmo cerimonial, usado para marchas fúnebres e quando as cores de uma unidade são marcham em frente às tropas. Os pés são mantidos paralelos ao chão e os braços nunca são usados. No Exército e Corpo de Fuzileiros Navais dos Estados Unidos, os braços oscilam como a distância que normalmente fariam em tempo rápido, mas no mesmo ritmo da marcha. Os Guardas da Marinha dos Estados Unidos não balançam seus braços. A marcha lenta é tipicamente usada no Corpo de Fuzileiros Navais para detalhes funerários e cerimônias como o Baile do Corpo de Fuzileiros Navais (quando o bolo é escoltado para fora). Na Espanha, América Latina e Filipinas, isto é feito durante as procissões religiosas sempre que uma banda militar se junta a ela. Este estilo de marcha é o desfile oficial nas forças armadas da Bolívia e do Equador e nas academias e escolas militares da Venezuela, feito com o passo de ganso durante desfiles e cerimônias. É a marcha icônica utilizada na Legião Estrangeira Francesa. O ritmo padrão é de 60 passos por minuto (88 para a FFL).
- O tempo lento do exército australiano é de 70 passos por minuto com um ritmo de 75cm.
- Meia Marcha ou Corte o ritmo: Este é um ritmo de marcha dos Estados Unidos. Está no mesmo ritmo do Quick Time, mas em vez de 30 polegadas, o passo é de 15 polegadas.
- Marcha dupla: Esta é essencialmente uma corrida moderada a aproximadamente 180 passos de 36 polegadas por minuto. Ela cria uma velocidade de viagem de aproximadamente o dobro da do Quick Time, projetada para ser usada mesmo quando se carrega cargas pesadas. Isto é freqüentemente usado erroneamente para descrever um sprint ou uma corrida comum. O comando dos EUA é "Double Time, MARCH". Também é usado pelas unidades aéreas de elite e forças especiais das Forças Armadas Nacionais da Venezuela, assim como nas Forças Armadas da Bolívia e nos soldados de Bersaglieri do Exército Italiano em desfiles e cerimônias.
- Marcha fácil: Esta é uma marcha sem restrições, aproximadamente em Tempo Rápido. Foi projetada para marchas de campo e outras condições adversas, embora não seja usada em áreas de combate. O comando dos EUA é "Route-step, MARCH".
- Marcar o tempo: O tempo de marcação militar é essencialmente uma marcha estacionária com os joelhos subindo paralelamente ao chão ou com o pé pendurado a seis polegadas do chão. O tempo do que eles estavam marchando anteriormente é mantido ou a Marcha Rápida é usada se não houver tempo. Isto é projetado para manter o tempo de grandes desfiles quando as porções não precisam de velocidade de avanço, mas também é usado como uma punição comum para o treinamento físico devido a sua natureza cansativa. Os membros do serviço dos Estados Unidos movem os joelhos para cima aproximadamente 6 polegadas.
- Marcha Americana: Isto faz com que as tropas marchem a tempo para retomar uma marcha normal. Se for implicitamente usado (como quando o tempo de marcação é usado para alinhar formações ou para esperar que a primeira posição passe ao entrar na "Coluna de Rota" a partir de uma formação em estilo de profundidade) o (tipicamente) Marcador Direito pisca seu pé para sinalizar isso para o resto das tropas.